# 比萨级装甲巡洋舰
比萨级装甲巡洋舰（義大利語：Classe Pisa）由三艘20世纪最初十年在意大利建造的装甲巡洋舰组成。其中两艘在意大利皇家海军旗下服役，这两艘意大利军舰入役后参加了1911年到1912年的意土战争，以舰炮支援在利比亚的意军地面部队，并帮助占领了利比亚的城镇和多德卡尼斯群岛的部分岛屿。在第一次世界大战中，两舰一直是次要角色。然而在1915年意大利参加一战后不久，“阿马尔菲”号就被一艘潜艇击沉。她的姊妹舰“比萨”号在战后成为了一艘训练船，并在1937年被拆解。
第三艘则被卖给了希腊皇家海军，名为“乔治·埃夫洛夫”号。该舰曾是希腊皇家海军的旗舰，在大部分服役生涯中保持着高度活跃的状态，并参加了1912到1913年的巴尔干战争，在其中两次阻击奥斯曼帝国海军。该舰在第二次世界大战中扮演了一个次要的角色，并在1941年初德国入侵希腊时逃离了希腊。在共产主义者的影响下，该舰舰员在1944年哗变，但未经任何流血镇压。1944年德军撤离后，“乔治·埃夫洛夫”号返回希腊，并在1952年成为一艘博物馆船。该舰也是目前世界上唯一幸存的装甲巡洋舰。

## 设计

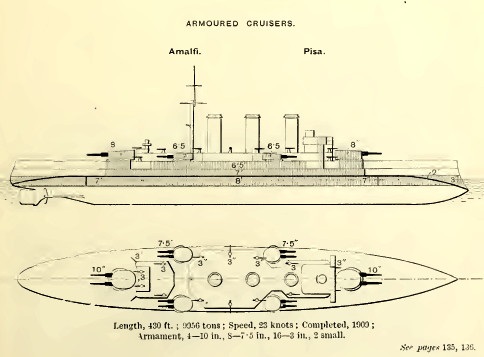
1915年《海军年鉴》中的舰体右立面以及俯视平面图

原本朱塞佩·加里波蒂级还会再建造4艘，但为应对海外装甲巡洋舰的飞速发展，意大利海军将造舰计划案改为建造更强大的新式舰。1904年，意大利船舶工程师朱塞佩·奥兰多（Giuseppe Orlando）设计了比萨级装甲巡洋舰。当时，奥兰多试图在较小的设计尺寸上复制里意大利皇家海军埃莉娜王后级战列舰的武器和装甲配置。意大利军方将比萨级这样的大型装甲巡洋舰归类为二级战列舰。有鉴于其排水量，这类舰只被视作是重武装军舰，但却不及后期出现的战列巡洋舰。
比萨级采用平甲板型舰体，垂间长度为130（426英尺6英寸），总长度为140.5（460英尺11英寸），舷宽21（68英尺11英寸），吃水深7.1（23英尺4英寸）。本级三舰在正常负载时排水量为9,832公噸（9,677長噸），满载时排水量为10,401—10,600公噸（10,237—10,433長噸）。比萨级一般配备32名军官以及652至655名水手。

### 推进器
本级舰只由两台立式三胀蒸汽机提供动力，每台蒸汽机驱动一个螺旋桨轴，由22台贝尔维尔锅炉供应蒸汽。设计上的最大输出功率为20,000匹指示馬力（15,000千瓦特），速度为22.5節（41.7每小時；25.9英里每小時），然而两舰在海上试航期间达到23.47—23.6節（43.47—43.71每小時；27.01—27.16英里每小時）。两舰可以在时速12節（22每小時；14英里每小時）下达到约2,500海里（4,600；2,900英里）的巡航航程，或是以21節（39每小時；24英里每小時）速度航行1,400海里（2,600；1,600英里）。

### 武装

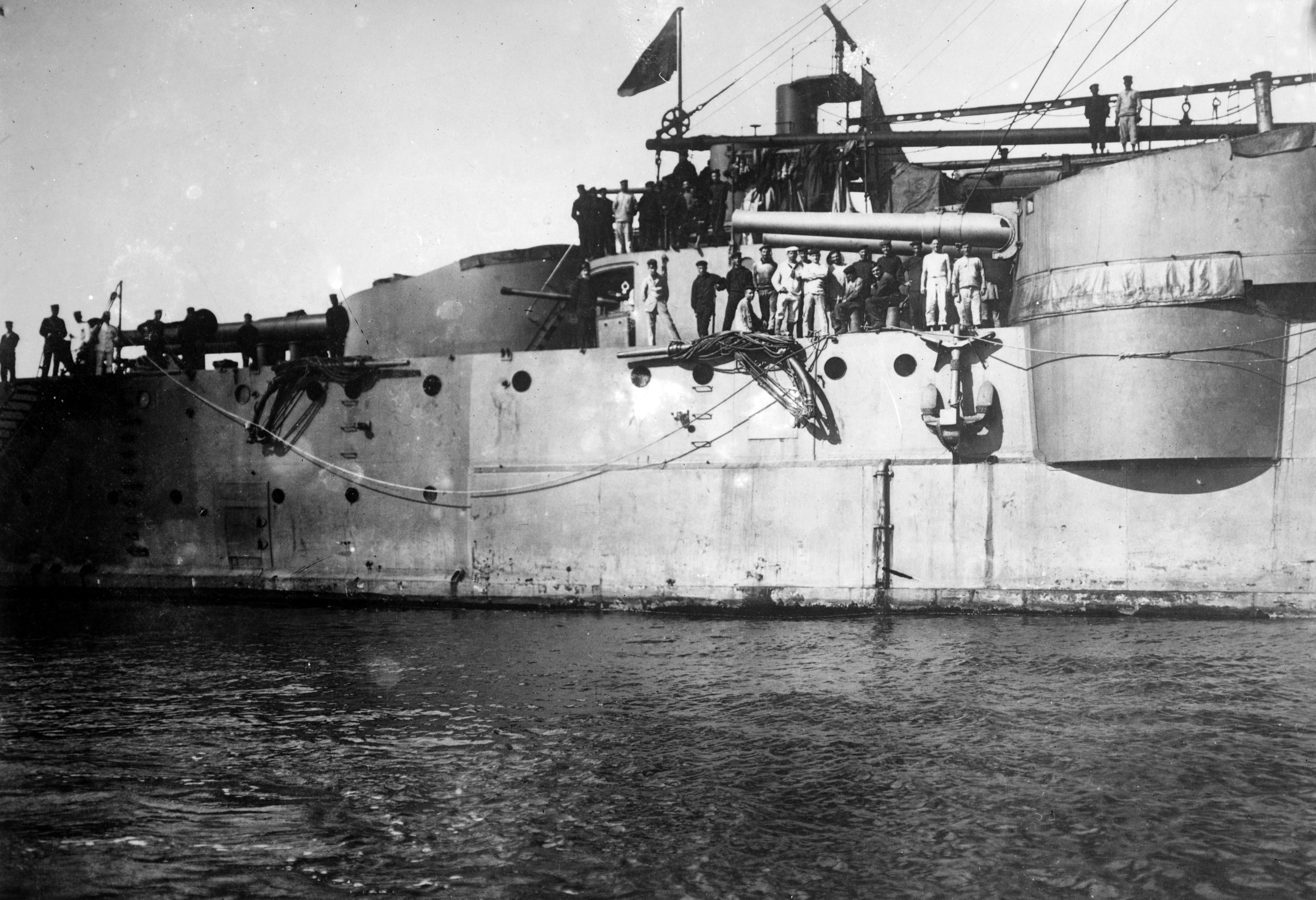
这是比萨号舰尾上层建筑和炮塔的照片，大约拍摄于1912年。 最左边的炮塔是该舰的后方主炮塔，而右边的炮塔是一门副炮塔。

两艘意大利比萨级巡洋舰的主要武器装备包括4门254/45 V型1906年式加农炮，分别安装在上层建筑前后的双联炮塔中。这款254（10.0英寸）舰炮可发射217—224（478—494英磅）穿甲弹，炮口初速为869每秒（2,850英尺每秒）。
希腊皇家海军倾向于为“乔治·埃夫洛夫”号从英国购买更小型的234（9.2英寸）火炮。该舰在其他方面的装备几乎与其姊妹舰相同。380英磅（170）艾尔斯维克H式舰炮炮弹的初速为2,770英尺每秒（840每秒）。
意大利皇家海军旗下的舰只装备了8门190/45 V型1906年式舰炮作为副炮，分别装设在4座双联炮塔，两舷舰中部各有两座。这些190（7.5英寸）炮可以850—870每秒（2,789—2,853英尺每秒）的初速发射91（201英磅）穿甲炮弹。而“乔治·埃夫洛夫”号装备维克斯式B型7.5英寸火炮，使用90.7（200英磅）穿甲炮弹，炮口初速为844每秒（2,770英尺每秒）。
为了防御鱼雷艇，本级三舰都安装了16门76/50 V型1908年式速射加农炮。这种火炮可以发射6.5（14英磅）炮弹，炮口初速为930每秒（3,100英尺每秒）。此外，本级舰只还配备了8门（“比萨”号和“阿马尔菲”号）或4门（“乔治·埃夫洛夫”号）47/40 V型1908年式速射加农炮。两艘意大利舰艇都装备了三具450（17.7英寸）水下鱼雷发射管，而“乔治·埃夫洛夫”号装备的鱼雷发射管直径为457（18.0英寸）。
在第一次世界大战期间，“比萨”号的76和47毫米炮被20门76/40炮所取代，其中6门是防空炮。而“乔治·埃夫洛夫”号则是装设了另外一种76毫米防空炮。在1925年改装期间，后者的轻型武器改装为4门76毫米低角度大炮、2门76毫米高射炮、4门47毫米低角度大炮以及5门40毫米高射炮。

### 防护
所有三艘船都由舰中部厚度为200（7.9英寸）的装甲带保护，舰首和舰尾减少到90（3.5英寸）。装甲甲板厚度为51（2.0英寸）。指挥塔装甲厚180（7.1英寸）。254毫米炮塔由160（6.3英寸）厚的装甲保护，而190毫米炮塔的装甲厚140（5.5英寸）。

## 舰只
| 舰名                           | 建造者               | 开建          | 下水          | 完工          | 结局               |
| ------------------------------ | -------------------- | ------------- | ------------- | ------------- | ------------------ |
| “比萨”号         | 義大利奥兰多船厂     | 1905年2月20日 | 1907年9月15日 | 1909年9月1日  | 1937年4月28日废弃  |
| “阿马尔菲”号     | 義大利奥特罗船厂     | 1905年7月24日 | 1908年5月5日  | 1909年9月1日  | 1915年7月7日沉没   |
| “乔治·埃夫洛夫”号  | 義大利奥兰多兄弟船厂 | 1907年        | 1910年3月12日 | 1911年5月16日 | 1984年成为博物馆船 |

## 服役生涯

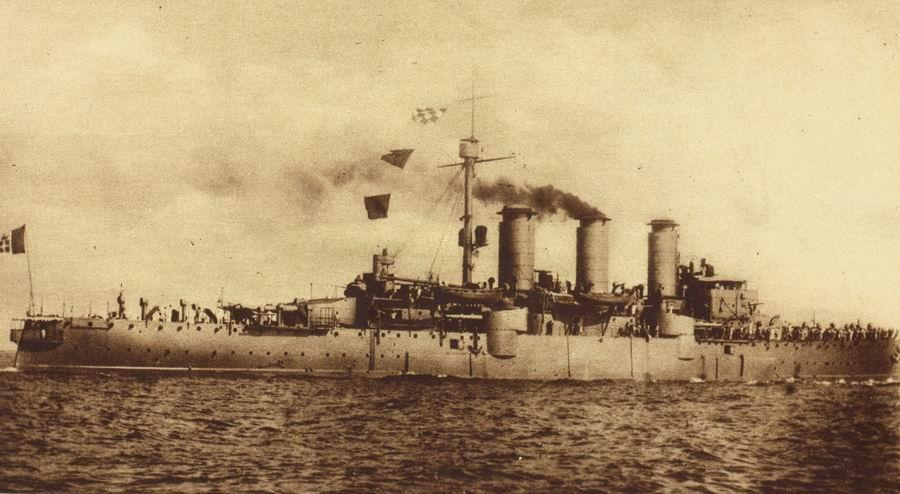
“阿马尔菲”号在低速航行中

三艘比萨级装甲巡洋舰中的前两艘为意大利皇家海军建造，“比萨”号和“阿马尔菲”号都参加了1911到1912年的意土战争，在此期间“比萨”号支援占领图卜鲁格、利比亚和多德卡尼斯的几座岛屿，而“阿马尔菲”号则短暂封锁了的黎波里并支援占领了德尔纳。这两艘姊妹舰在1912年聚集在一起，于7月轰炸了保卫达达尼尔海峡入口的防御工事。战争结束后，在1913年的一次访问中，“阿马尔菲”号陪同意大利国王和王后乘坐皇家游艇前往德国和瑞典。
1915年7月7日，因“阿马尔菲”号被U-26号潜艇（实际上是悬挂奥匈帝国国旗的德意志帝國海軍潜艇UB-14号）击沉，“比萨”号的活动也受到潜艇攻击威胁的限制。尽管如此，该舰还是在1918年末参加了对阿尔巴尼亚杜拉佐的轰炸。战后，“比萨”号被改成一艘训练舰，并于1937年被除籍，之后被报废拆解。

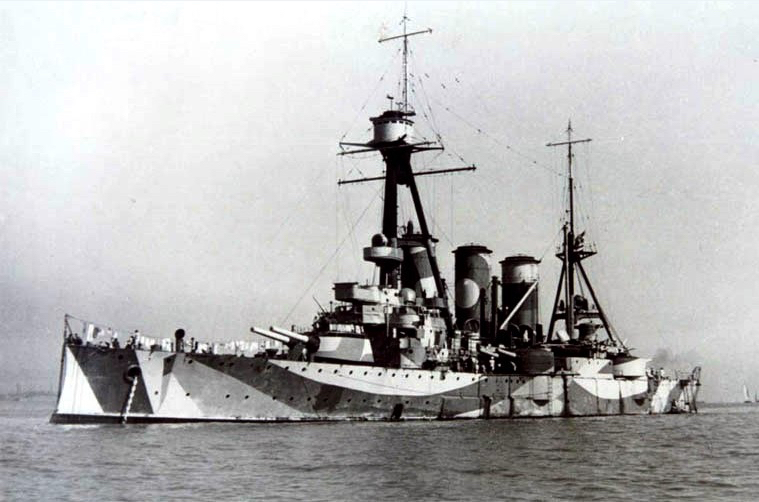
伪装涂装下的“乔治·埃夫罗夫”号

第三艘则因意大利军方不打算继续购买而被卖给了希腊，并以为希腊政府出资的希腊富商乔治·埃夫洛夫命名。在1911年试航后不久，该舰参加了英国国王乔治五世的加冕舰队检阅。本舰之后参加了巴尔干战争，并在希腊战胜奥斯曼帝国的第一次巴尔干战争埃利战役和利姆诺斯战役中发挥了重要作用。在第一次世界大战期间，由于希腊在战争的头几年保持中立，“乔治·埃夫洛夫”号并没有参加太多活动。1916年诺姆夫里亚纳暴动后，该舰被法国俘获，以确保无法被用于攻击协约国。本舰还参加了1919到1922年的希土战争，并在希腊军队战败后帮助疏散难民。1925到1927年，“乔治·埃夫罗夫”号在法国进行改造并重新武装。
“乔治·埃夫罗夫”号在1935年希腊政变失败后被叛军劫持，并参加了1935年为乔治五世国王举行的银禧舰队检阅仪式。在第二次世界大战期间，该舰在1941年希腊战役中盟军防御开始崩溃后逃到了埃及。直到1942年底，本舰都一直在印度洋执行护航和巡逻任务。1944年早些时候，舰员在民族解放阵线的共产主义支持者影响下发生了哗变。兵变被镇压下去后，该舰于1944年底将希腊流亡政府运往雅典。本舰最终于1952年退役，现在作为博物馆船只保存在雅典附近的法隆湾，也是当今唯一存世的装甲巡洋舰。

## 脚注

### 引文
1. ↑  日本海人社出版 2014，第48頁
2. ↑  日本海人社出版 2014，第56頁
3. 1 2 3 4 5  日本海人社出版 2014，第52頁
4. ↑  兵器 & 2012-04，第30頁
5. ↑  日本海人社出版 2014，第5頁
6. ↑  布鲁斯·泰勒 2021，第IX頁
7. ↑  郭威 2007，第317頁.
8. ↑  Carr，第9頁
9. ↑  海陆空天惯性世界 2004 12M，第27頁
10. ↑  章騫（2013年），第12頁
11. 1 2 3 4  Gardiner & Gray，第261頁
12. 1 2 3  Fraccaroli，第32頁
13. 1 2  Silverstone，第290頁
14. ↑  Friedman，第236–238頁
15. 1 2 3 4 5 6 7 8 9 10  Gardiner & Gray，第261, 385頁
16. ↑  Friedman，第73頁
17. ↑  Friedman，第239頁
18. ↑  Campbell，第382頁
19. ↑  Friedman，第242頁
20. ↑  布鲁斯·泰勒 2021，第216頁
21. ↑  Beehler，第19, 30, 67–68, 71頁
22. ↑  Stephenson，第115–116, 262–265頁
23. ↑  . The Christian Science Monitor. 21 July 1913: 2.
24. ↑  Halpern，第148, 151, 176頁
25. ↑  Sondhaus，第289頁
26. 1 2 3  Gardiner & Gray，第385頁
27. ↑  Carr，第74–76, 124–136, 145–150, 165頁
28. ↑  Newbolt，第152–172頁
29. ↑  Carr，第234–238頁
30. ↑  Carr，第258–263, 265頁
31. ↑  Carr，第9, 340–354, 357–368頁

## 期刊来源
- . 海陆空天惯性世界. 2004, (12M): 26–40  [2020-03-21]. （原始内容存档于2020-03-21） （中文（中国大陆））.
- 施洋. 王兴. . 兵器. 2012, (4): 30-31. ISSN 1009-3567 （中文（中国大陆））.